# クルブ・ウニベルシダ・デ・チレ
クルブ・ウニベルシダ・デ・チレ（スペイン語: Club Universidad de Chile、スペイン語発音: [kluβ uniβeɾsiˈðað ðe ˈtʃile]）は、チリの首都サンティアゴに本拠地を置くサッカークラブである。
1927年5月24日にクルブ・デポルティーボ・ウニベルシタリオという名称で設立された。ウニベルシダ・デ・チレはプリメーラ・ディビシオンで17回優勝しており、チリで最も成功を収めているクラブの1つである。チリ全国で2番目に人気があるクラブである。2011年にはコパ・スダメリカーナで優勝し、国際大会でクラブ初のタイトルを獲得した。2008年には女子チームが設立され、チリ国内の女子1部リーグでプレーしている。コパ・リベルタドーレスでの最高位はベスト4であり、1970年、1996年、2010年、2012年の4回準決勝に進出している。

## 歴史
1927年5月24日、クルブ・ナウティコ（Club Náutico）とフェデラシオン・ウニベルシタリア（Federación Universitaria）が合併してCDウニベルシタリオ（Club Deportivo Universitario）が誕生。当初はチリ大学（Universidad de Chile）の学生で選手が構成されていた。1937年にプロリーグに初参戦し、1940年にリーグ戦で初優勝した。1959年から1969年までの11年間には6度の優勝（1959年・1962年・1964年・1965年・1967年・1969年）を果たし、その美しいプレースタイルからバラ・アスル（Bala Azul、青い弾丸）として知られるようになった。1962年のFIFAワールドカップにはウニベルシダ・デ・チレから9人の選手が参加し、チリ代表史上最高位の3位に躍進した。
1980年までは大学のスポーツブランドであったが、ともにアウグスト・ピノチェト大統領に指名されていた大学の学長とクラブの会長が、チリ大学からのサッカークラブ分割を決定し、クラブ運営を行うCORFUCHを設立。この分割は軍事独裁政権によって行われたチリ大学の組織分割の一環であり、当時生まれつつあった私立大学強化のため、また国力低減のために行われたが、クラブに忠実なサポーターが離反し、分割はクラブにとって逆風となった。チリの他の主要クラブがチリ政府、キリスト教会、CODELCO（国有鉱山）などからの援助を受ける中で、ウニベルシダ・デ・チレはピッチ上での成果創出までの時間を否定し、様々な経済部門からの支援の欠如が表面化し始めた。1960年代の黄金期を支えた選手が去ってからは苦しい時代が続き、1988年にはプリメーラB（2部）降格となった。1年以内にプリメーラ・ディビシオンに復帰できない場合はクラブ解散の危機に瀕することとなったが、1989年にはプリメーラBで優勝し、1年でのプリメーラ・ディビシオン復帰に成功した。1994年のリーグ戦最終節は人口5,000人のエル・サルバドル市で行われたが、20,000人ものウニベルシダ・デ・チレのサポーターがスタジアムに集い、25年ぶりのリーグ戦優勝を後押し。1995年には再びリーグ戦で優勝したが、今度はエスタディオ・ナシオナル・デ・チレの78,000人の大観衆の前で優勝を決めた。1996年のコパ・リベルタドーレスでは1970年以来となるベスト4となり、1999年と2000年にはリーグ戦2連覇を果たした。2004アペルトゥーラでは12回目の優勝を飾った。
2011アペルトゥーラではレギュラーシーズンを1位で終え、プレーオフではコロコロ、ウニオン・ラ・カレーラ、前季優勝のウニベルシダ・カトリカを破って優勝を決めた。2011クラウスーラはレギュラーシーズンを11勝6分の無敗で終え、プレーオフも勝ち上がって2連覇を果たした。2012アペルトゥーラでは3季連続でレギュラーシーズンを1位で終え、プレーオフでも圧倒的な攻撃力を見せて3連覇を遂げた。2010年と2012年のコパ・リベルタドーレスでも過去最高位タイのベスト4となった。2011年のコパ・スダメリカーナ決勝では、LDUキト（エクアドル）を2試合合計4-0で破り、南米タイトルを獲得したチリで3番目のクラブとなった。なお、1991年にはCSDコロコロがコパ・リベルタドーレスを、1994年にはCDウニベルシダ・カトリカがコパ・インテラメリカーナのタイトルを獲得している。同大会ではホーム全勝を記録し、大会を通じて敗戦がなく、エドゥアルド・バルガスが大会史上最多の得点数で得点王に輝いた。傑出した内容を見せ、「南米のFCバルセロナ」と呼ばれた。

## スタジアム
クラブが所有するスタジアムは存在せず、首都サンティアゴのヌニョア地区にあるエスタディオ・ナシオナル・デ・チレをホームスタジアムとしている。2010年には改修工事の関係でエスタディオ・ナシオナルを使用できず、ホームゲーム時には様々なスタジアムを渡り歩いた。同年8月、コパ・リベルタドーレス準決勝のCDグアダラハラ戦でエスタディオ・ナシオナルに戻った。

## クラブカラ―とロゴ

ロゴ

### ユニフォーム
ホーム用
1943年から1958年のホーム用ユニフォームは、青色のシャツ、白色のパンツ、青色のソックスであった。1959年、全身が藤紫色に変更された。1992年には暗い色合いの青色が採用され、1996年には袖部分に赤色の縦縞が追加された。2001-02シーズンに思い切った変更が行われ、袖部分のみであった赤色が身頃にも追加された。青色のパンツとソックスは維持されている。2006年には1959年使用のユニフォームが復活し、それ以来変更されていない。現在のホーム用ユニフォームの胸部分には「U」という赤色の字が刻まれている。
アウェー用
1934年から2001-02シーズンまでのアウェー用ユニフォームは、白色のシャツ・パンツ・ソックスであった。1990年代には青色のパンツが使用されることもあった。2001-02シーズン、クラブ史上初めて赤色のユニフォームが導入され、紺色の袖部分を持つ赤色のシャツ、赤色のパンツとソックスに変更された。2005年、全身赤色の新ユニフォームが導入され、袖部分の紺色が消えた。現在のアウェー用ユニフォームの胸部分には、ホーム用と同じく胸部分に赤色で「U」の文字が刻まれている。
その他
2010年のコパ・リベルタドーレスのチーバス戦では、藤紫色のシャツ、白色のパンツ、藤紫色のソックスを着用した。同年末には全身白色の伝統的なユニフォームがセカンドキットとして復活した。

### フクロウのロゴ
その歴史を通して青色をクラブカラーとし、1943年に公式に定められたロゴにも青色が使われている。赤と白のフクロウを配置したロゴは、前身となったクルブ・ナウティコ時代に起源を持つ。ナウティコのエンブレムはウニベルシタリオ・デポルテスに引き継がれている。賢明さ・相互知識・肉体と魂の調和を象徴するものとしてフクロウが選ばれている。このロゴは普通ユニフォームに使用されることはなく、代わりに白色の縁で囲まれた赤文字の「U」をデザインすることが好まれる。1979年以降、フクロウのロゴはユニフォームから取り除かれていたが、1996-97シーズンに復活した。2006-07シーズンには、赤文字の「U」に加えて小さなフクロウのロゴがユニフォームにデザインされた。

## ライバルとサポーター

### ライバル
ウニベルシダ・デ・チレの最大のライバルはCSDコロコロであり、コロコロとの対戦はチリにおけるスーペルクラシコ（Superclásico）と呼ばれる。歴史的にはCDウニベルシダ・カトリカとライバル関係にあり、両者の対戦はクラシコ・ウニベルシタリオ（Clásico Universitario）と呼ばれる。

### サポーター
ウニベルシダ・デ・チレのサポーターはクラブへの愛情を「More than a passion, a feeling」というフレーズで表現する。クラブ最大のサポーターグループであるロス・デ・アバホ（Los de Abajo）は1989年に誕生した。ロス・デ・アバホのメンバーは国際カップ戦でクラブを応援するために、メキシコやブラジルなどアウェーでの試合にも駆けつける。

## 過去の成績
| シーズン                      | 試合数 | 勝 | 分 | 敗 | 得点 | 失点 | 得失点 | 勝ち点 | 順位 |
| ----------------------------- | ------ | -- | -- | -- | ---- | ---- | ------ | ------ | ---- |
| プリメーラ・ディビシオン 1991 | 30     | 7  | 9  | 14 | 36   | 39   | -3     | 23     | 14位 |
| プリメーラ・ディビシオン 1992 | 30     | 12 | 10 | 8  | 38   | 29   | 9      | 34     | 4位  |
| プリメーラ・ディビシオン 1993 | 30     | 13 | 9  | 8  | 45   | 25   | 20     | 35     | 4位  |
| プリメーラ・ディビシオン 1994 | 30     | 21 | 7  | 2  | 71   | 28   | 43     | 49     | 1位  |
| プリメーラ・ディビシオン 1995 | 30     | 18 | 8  | 4  | 64   | 30   | 34     | 62     | 1位  |
| プリメーラ・ディビシオン 1996 | 30     | 13 | 8  | 9  | 49   | 42   | 7      | 47     | 5位  |
| トルネオ・アペルトゥーラ 1997 | 15     | 8  | 6  | 1  | 31   | 14   | 17     | 30     | 3位  |
| トルネオ・クラウスーラ 1997   | 15     | 7  | 5  | 3  | 36   | 17   | 19     | 26     | 4位  |
| プリメーラ・ディビシオン 1998 | 30     | 18 | 9  | 3  | 62   | 37   | 25     | 63     | 2位  |
| プリメーラ・ディビシオン 1999 | 44     | 31 | 10 | 3  | 90   | 43   | 47     | 47     | 1位  |
| プリメーラ・ディビシオン 2000 | 30     | 18 | 7  | 5  | 62   | 27   | 35     | 61     | 1位  |
| プリメーラ・ディビシオン 2001 | 30     | 17 | 6  | 7  | 53   | 33   | 20     | 57     | 3位  |
| トルネオ・アペルトゥーラ 2002 | 15     | 7  | 4  | 4  | 28   | 23   | 5      | 25     | 4位  |
| トルネオ・クラウスーラ 2002   | 15     | 8  | 6  | 1  | 24   | 12   | 12     | 30     | 2位  |
| トルネオ・アペルトゥーラ 2003 | 15     | 4  | 8  | 3  | 30   | 24   | 6      | 20     | 9位  |
| トルネオ・クラウスーラ 2003   | 15     | 7  | 2  | 6  | 28   | 21   | 7      | 23     | 6位  |
| トルネオ・アペルトゥーラ 2004 | 17     | 9  | 3  | 5  | 32   | 21   | 11     | 30     | 1位  |
| トルネオ・クラウスーラ 2004   | 17     | 9  | 6  | 2  | 27   | 14   | 13     | 30     | 3位  |
| トルネオ・アペルトゥーラ 2005 | 19     | 12 | 3  | 4  | 36   | 19   | 17     | 39     | 2位  |
| トルネオ・クラウスーラ 2005   | 19     | 11 | 5  | 3  | 34   | 24   | 10     | 38     | 2位  |
| トルネオ・アペルトゥーラ 2006 | 18     | 10 | 5  | 3  | 27   | 20   | 7      | 32     | 2位  |
| トルネオ・クラウスーラ 2006   | 18     | 7  | 2  | 9  | 24   | 25   | -1     | 23     | 11位 |
| トルネオ・アペルトゥーラ 2007 | 20     | 6  | 7  | 7  | 20   | 21   | -1     | 25     | 13位 |
| トルネオ・クラウスーラ 2007   | 20     | 13 | 6  | 1  | 42   | 21   | 21     | 45     | 2位  |
| トルネオ・アペルトゥーラ 2008 | 19     | 9  | 3  | 7  | 28   | 23   | 5      | 30     | 7位  |
| トルネオ・クラウスーラ 2008   | 18     | 12 | 2  | 4  | 39   | 21   | 18     | 38     | 1位  |
| トルネオ・アペルトゥーラ 2009 | 17     | 9  | 4  | 4  | 33   | 21   | 12     | 31     | 1位  |
| トルネオ・クラウスーラ 2009   | 17     | 5  | 6  | 6  | 23   | 24   | -1     | 21     | 10位 |
| プリメーラ・ディビシオン 2010 | 34     | 20 | 4  | 10 | 75   | 48   | 27     | 64     | 4位  |
| トルネオ・アペルトゥーラ 2011 | 17     | 10 | 5  | 2  | 39   | 20   | 19     | 35     | 1位  |
| トルネオ・クラウスーラ 2011   | 17     | 11 | 6  | 0  | 39   | 15   | 24     | 39     | 1位  |
| トルネオ・アペルトゥーラ 2012 | 17     | 13 | 1  | 3  | 44   | 14   | 30     | 40     | 1位  |
| トルネオ・クラウスーラ 2012   | 17     | 9  | 6  | 2  | 32   | 20   | 12     | 33     | 2位  |
| トルネオ・トランシシオン 2013 | 17     | 9  | 3  | 5  | 37   | 29   | 8      | 30     | 5位  |
| トルネオ・アペルトゥーラ 2013 | 17     | 7  | 6  | 4  | 31   | 16   | 15     | 27     | 4位  |
| トルネオ・クラウスーラ 2014   | 17     | 6  | 2  | 9  | 27   | 27   | 0      | 20     | 12位 |
| トルネオ・アペルトゥーラ 2014 | 17     | 14 | 2  | 1  | 37   | 13   | 24     | 44     | 1位  |
| トルネオ・クラウスーラ 2015   | 17     | 8  | 2  | 7  | 36   | 27   | 9      | 26     | 7位  |
| トルネオ・アペルトゥーラ 2015 | 15     | 4  | 5  | 6  | 24   | 30   | -6     | 17     | 11位 |
| トルネオ・クラウスーラ 2016   | 15     | 3  | 7  | 5  | 29   | 25   | 4      | 16     | 10位 |
| トルネオ・アペルトゥーラ 2016 | 15     | 5  | 6  | 4  | 23   | 22   | 1      | 21     | 7位  |
| トルネオ・クラウスーラ 2017   | 15     | 9  | 3  | 3  | 24   | 11   | 13     | 30     | 1位  |
| トルネオ・トランシシオン 2017 | 15     | 9  | 3  | 3  | 21   | 18   | 3      | 30     | 3位  |
| プリメーラ・ディビシオン 2018 | 30     | 18 | 3  | 9  | 45   | 37   | 8      | 57     | 4位  |
| プリメーラ・ディビシオン 2019 | 24     | 4  | 12 | 8  | 32   | 38   | -6     | 24     | 15位 |
| プリメーラ・ディビシオン 2020 | 34     | 13 | 13 | 8  | 49   | 33   | 16     | 65     | 3位  |
| プリメーラ・ディビシオン 2021 | 32     | 10 | 9  | 13 | 34   | 37   | -3     | 39     | 11位 |
| プリメーラ・ディビシオン 2022 | 30     | 8  | 6  | 16 | 35   | 50   | -15    | 30     | 13位 |

## タイトル

### 国内タイトル
- プリメーラ・ディビシオン（1部） : 17回

1940, 1959, 1962, 1964, 1965, 1967, 1969, 1994, 1995, 1999, 2000, 2004アペルトゥーラ, 2009アペルトゥーラ, 2011アペルトゥーラ, 2011クラウスーラ, 2012アペルトゥーラ
- プリメーラB（2部） : 1回

1989
- コパ・チレ : 6回

1979, 1998, 2000, 2013, 2015, 2024

### 国際タイトル
- コパ・スダメリカーナ：1回

2011
- 18回出場 - コパ・リベルタドーレス
- 2回出場 - コパCONMEBOL
- 6回出場 - コパ・スダメリカーナ

### 個人タイトル
プリメーラ・ディビシオン得点王
- ビクトル・アロンソ: 20得点 (1940)
- ウバルド・クルチェ: 17得点 (1945), 25得点 (1946)
- カルロス・カンポス: 24得点 (1961), 34得点 (1962), 21得点 (1966)
- エラディオ・サラテ: 25得点 (1971)
- リチャルト・バエス: 10得点 （クラウスーラ1997）
- ペドロ・ゴンサレス・ベラ: 23得点 (1998), 26得点 (2000)

コパ・チレ得点王

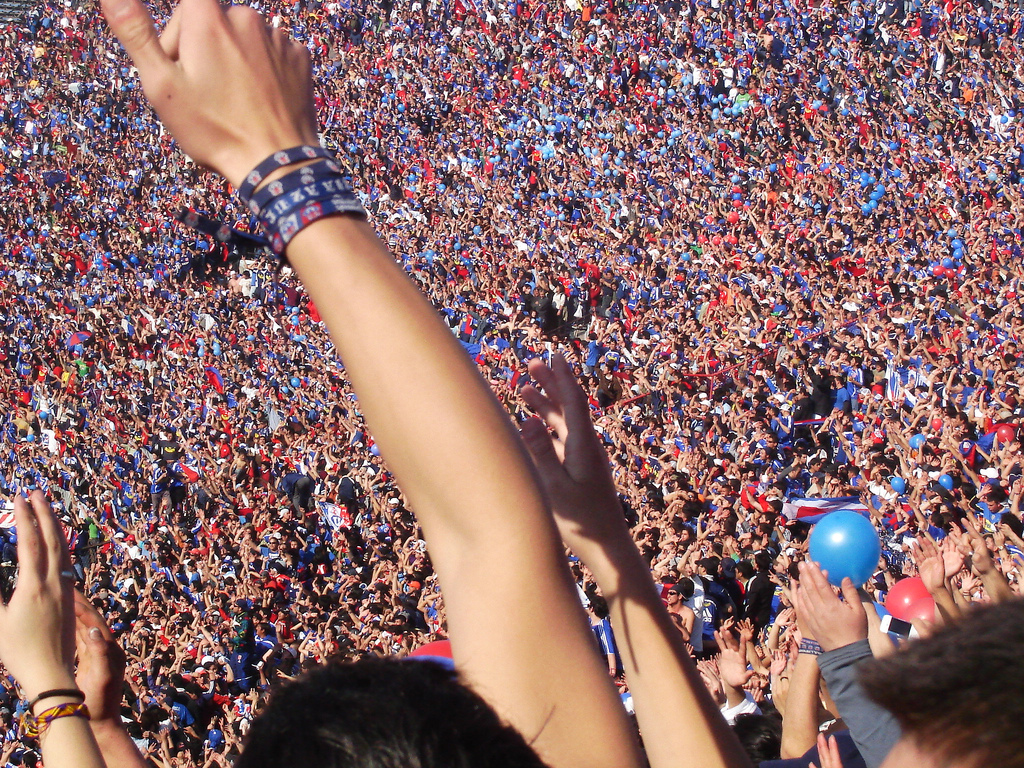
ホビー

- ルイス・アルベルト・ラモス: 12 得点 (1979)
- マルセロ・サラス: 12 得点 (1994)

チリ年間最優秀選手賞
- セルヒオ・ナバーロ: 1961
- ペドロ・アラージャ: 1966
- アルベルト・キンターノ: 1967
- アドルフォ・ネフ: 1969
- エクトル・ホフェンス: 1989
- パトリシオ・マルドネス: 1994
- ペドロ・ゴンサレス・ベラ: 1999
- セルヒオ・バルガス: 2000
- エドゥアルド・バルガス: 2011

プリメーラ・ディビシオン年間最優秀選手賞
- フアン・ロドリゲス: 1969
- クリスティアン・トラベルソ: 1995
- ペドロ・ゴンサレス・ベラ: 1999
- セルヒオ・バルガス: 2000
- ミゲル・ピント: 2009
- エドゥアルド・バルガス: 2011

アメリカ大陸ベストイレブン
- マルセロ・サラス: 1996
- ミゲル・ピント: 2009
- マウリシオ・ビクトリーノ: 2010
- エドゥアルド・バルガス: 2011
- ジョニー・エレーラ: 2011
- マルコス・ゴンサレス: 2011

## 記録
- プリメーラ・ディビシオンでの最大得点差勝利 — 9–1 （1962年のCDマガジャネス戦）
- プリメーラ・ディビシオンでの最大得点差敗北 — 0–6 （1938年のCSDコロコロ戦）
- プリメーラ・ディビシオンでの最多試合出場 — 386試合 レオネル・サンチェス （1953年–1969年）
- 公式戦最多出場 — 539試合 ルイス・ムスッリ （1988年–2004年）
- プリメーラ・ディビシオンでの連続無敗 — 33試合 （1999年、国内記録）
- プリメーラ・ディビシオンでの連勝 — 16連勝 （1963年から1964年、国内記録）
- 開幕からの連勝 – 9連勝（2011年、国内記録）
- プリメーラ・ディビシオンでの最多観客数 — 85,268人 （1962年12月29日のウニベルシダ・カトリカ戦、国内記録）

### 通算最多得点
- プリメーラ・ディビシオンでの得点に限る。太字は現役選手。
- 2011年12月29日時点

| 選手                             | 得点  |
| -------------------------------- | ----- |
| カルロス・カンポス               | 183点 |
| レオネル・サンチェス             | 159点 |
| ペドロ・ゴンサレス・ベラ         | 112点 |
| ルベン・マルコス                 | 102点 |
| ホルヘ・ソシアス                 | 88点  |
| マルセロ・サラス                 | 87点  |
| ディエゴ・リバローラ             | 86点  |
| ペドロ・アラージャ               | 82点  |
| ブラウリオ・ムッソ               | 82点  |
| エルネスト・アルバレス           | 71点  |
| ホルヘ・アメリコ・スペダレッティ | 64点  |
| サンドリーノ・カステク           | 54点  |

## 現所属メンバー
2023年2月23日現在
注：選手の国籍表記はFIFAの定めた代表資格ルールに基づく。
| No. | Pos. |              | 選手名                     |
| --- | ---- | ------------ | -------------------------- |
| 1   | GK   | チリ         | クリストバル・カンポス     |
| 2   | DF   | チリ         | ダニエル・ナバレッテ       |
| 3   | DF   | チリ         | イグナシオ・タピア         |
| 4   | DF   | チリ         | ホセ・カストロ             |
| 5   | MF   | アルゼンチン | エマヌエル・オヘダ         |
| 6   | DF   | チリ         | ジョナタン・アンディア     |
| 9   | FW   | アルゼンチン | レアンドロ・フェルナンデス |
| 10  | FW   | チリ         | ルーカス・アサディ         |
| 11  | MF   | チリ         | ダリオ・オソリオ           |
| 12  | GK   | チリ         | ペドロ・ガリード           |
| 13  | GK   | チリ         | クリストフェル・トセーリ   |
| 14  | DF   | チリ         | マルセロ・モラレス         |
| 15  | DF   | チリ         | ビセンテ・フェルナンデス   |
| 16  | FW   | チリ         | ニコラス・ゲーラ           |

| No. | Pos. |              | 選手名                     |
| --- | ---- | ------------ | -------------------------- |
| 17  | DF   | チリ         | ルイス・カサノバ           |
| 18  | FW   | チリ         | フランコ・ロボス           |
| 19  | DF   | チリ         | フアン・パブロ・ゴメス     |
| 20  | MF   | アルゼンチン | フェデリコ・マテオス       |
| 22  | DF   | チリ         | マティアス・サルディビア   |
| 23  | DF   | アルゼンチン | ネリー・ドミンゲス         |
| 24  | FW   | チリ         | レナト・ウエルタ           |
| 27  | MF   | チリ         | ジェイソン・フエンテアルバ |
| 28  | MF   | チリ         | イスラエル・ポブレテ       |
| 29  | MF   | チリ         | レナト・コルデロ           |
| 30  | FW   | ウルグアイ   | クリスティアン・パラシオス |
| 33  | MF   | チリ         | エンソ・フェルナンデス     |
| -   | MF   | チリ         | アグスティン・アルセ       |
| -   | FW   | チリ         | クリストバル・ムニョス     |

監督
- グスタボ・アルバレス

## 歴代監督
- ルイス・ティラード 1938–1941
- アレハンドロ・スコペッリ 1941–1945
- ルイス・ティラード 1946–1949
- サルバドール・ノセッティ 1950
- アレハンドロ・スコペッリ 1950–1952
- ミゲル・ブスケッツ 1952
- ホルヘ・オルモス 1953–1954
- ルイス・アラモス 1954
- ルイス・ティラード 1955
- ルイス・アラモス 1956–1966
- ワシントン・ウルティア 1966
- アレハンドロ・スコペッリ 1967–1968
- ワシントン・ウルティア 1968
- ウリセス・ラモス 1969–1974
- ブラウリオ・ムッソ 1974
- ウーゴ・タサーラ 1975
- ルイス・イバーラ 1975–1977
- ネルソン・オジャルスン 1978
- ウリセス・ラモス 1978
- フェルナンド・リエラ 1978–1980
- マヌエル・ロドリゲス 1981
- ウリセス・ラモス 1981
- フェルナンド・リエラ 1981–1982
- ルイス・サンティバニェス 1983
- ウリセス・ラモス 1983–1984
- エルナン・カラスコ 1984
- ルイス・イバーラ 1985
- レオネル・サンチェス 1985–1986
- フェルナンド・リエラ 1987
- レオネル・サンチェス 1987
- アルベルト・キンターノ 1987
- マヌエル・ペジェグリーニ 1988
- ルイス・イバーラ 1989
- マヌエル・ロドリゲス 1990
- ペドロ・モラレス 1991
- アルベルト・キンターノ 1991
- アルトゥーロ・サラ 1992–1994
- ホルヘ・ソシアス 1994–1995
- ミゲル・アンヘル・ルッソ 1996
- ロベルト・エルナンデス 1997–1999
- セサル・バシア 1999-2001
- ビクトル・ウーゴ・カスタニェーダ 2002–2003
- エクトル・ピント 2004–2005
- グスタボ・ウエルタ 2006
- サルバドール・カピターノ 2006-2007
- ホルヘ・ソシアス 2007
- アルトゥーロ・サラ 2007–2008
- セルヒオ・マルカリアン 2008-2009
- ホセ・バスアルド 2009
- ヘラルド・ペルッソ 2010
- ホルヘ・サンパオリ 2010–2012
- ダリオ・フランコ 2013
- マルコ・アントニオ・フィゲロア 2013-2014
- クリスティアン・ロメロ 2014
- マルティン・ラサルテ (2014-2015)
- セバスティアン・ベカセッセ (2016)
- ビクトル・ウーゴ・カスタニェーダ (2016)
- アンヘル・ギジェルモ・オジョス (2017-2018)
- エステバン・バレンシア (暫定) (2018)
- フランク・ダリオ・クデルカ (2018-2019)
- アルフレード・アリアス (2019)
- エルナン・カプット (2019-2020)
- ラファエル・ドゥダメル (2020-2021)
- エステバン・バレンシア (暫定) (2021)
- サンティアゴ・エスコバル (2022)
- セバスティアン・ミランダ (暫定) (2022)
- ディエゴ・ロペス (2022)
- セバスティアン・ミランダ (暫定) (2022)
- マウリシオ・ペジェグリーノ (2023)
- グスタボ・アルバレス (2024-)

## 歴代所属選手

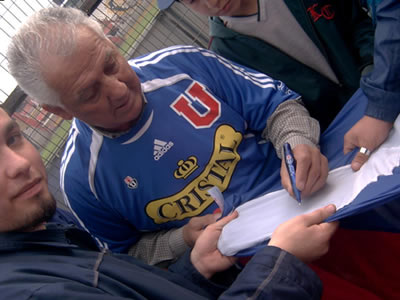
現在でもサポーターに愛されるレオネル・サンチェス

### DF
- マヌエル・ペジェグリーニ 1973-1986
- マウリシオ・ビクトリーノ 2009-2011

### MF
- セバスティアン・パルド 1999-2002, 2008-2009
- ダビド・ピサーロ 2001
- マルセロ・ディアス 2005-2012

### FW
- レオネル・サンチェス 1953-1969
- カルロス・カンポス 1956-1969
- エルネスト・アルバレス 1959-1965
- マルセロ・サラス 1994-1996, 2005-2006, 2007-2008
- マウリシオ・ピニージャ 2002-2003
- ファウスティーノ・アスプリージャ 2003
- リカルド・バエス
- エドゥアルド・バルガス 2010-2011